# Trachysomus fragifer
Trachysomus fragifer är en skalbaggsart som först beskrevs av Kirby 1818.  Trachysomus fragifer ingår i släktet Trachysomus och familjen långhorningar.
Artens utbredningsområde är Paraguay. Inga underarter finns listade i Catalogue of Life.